# Páv konžský
Páv konžský (Afropavo congensis) je hrabavý pták žijící v pralesích Konžské pánve. Patří do monotypického rodu Afropavo, který se od svých nejbližších příbuzných oddělil již na konci miocénu.

## Popis
Dosahuje délky 60 až 70 cm a váhy 1 až 1,5 kg. Samec má bronzově, zeleně a tmavomodře zbarvené peří s kovovým leskem, samice je šedozelená. Obě pohlaví mají holý načervenalý krk a hlavu a péřovou chocholku na temeni. Pohlavní dimorfismus je méně výrazný než u asijských pávů, samec postrádá roztažitelnou vlečku z ocasních per. Žijí monogamně, budují hnízda na stromech, do nichž samice klade dvě až čtyři vejce, mláďata se líhnou po čtyřech týdnech. Páv konžský se živí hmyzem, ovocem a semeny.

## Objev
Americký zoolog James Chapin si při své výpravě do Konga roku 1913 všiml čelenky domorodého náčelníka, v níž byla pera dosud neznámého druhu ptáka. Určit je se mu podařilo teprve roku 1936, když v depozitáři Královského muzea střední Afriky v belgickém Tervurenu náhodou objevil vycpaný exemplář páva konžského, který se do sbírek muzea dostal už roku 1896. Tehdejší vědci však nevěřili, že by v Africe mohli žít pávi, proto uloveného jedince označili za křížence dovezeného asijského páva s místní drůbeží a nedoporučili ho vystavovat. Páv konžský je dosud vzácný druh, žijící v neprostupných deštných pralesích především v národním parku Salonga, jinde je ohrožen vypalováním lesů a lovem pro maso. Populace patrně nepřesahuje deset tisíc jedinců. Jeho odchovem v zajetí se zabývá Antverpská zoo.